# Feldhockey-Weltmeisterschaft der Herren 1998
Die 9. Hockey-Weltmeisterschaft der Herren wurde vom 21. Mai bis zum 1. Juni 1998 in Utrecht ausgetragen.
Es nahmen zwölf Mannschaften an dem Turnier teil, die zunächst in zwei Gruppen eingeteilt wurden.
Sieger des Turniers wurde Gastgeber Niederlande, Deutschland wurde Dritter.

## Vorrunde
Gruppe A
| Rang | Land        | Spiele | S | U | N | Tore  | Differenz | Punkte |
| ---- | ----------- | ------ | - | - | - | ----- | --------- | ------ |
| 1    | Deutschland | 5      | 4 | 1 | 0 | 18: 7 | +11       | 13     |
| 2    | Niederlande | 5      | 4 | 0 | 1 | 17:10 | + 7       | 12     |
| 3    | Kanada      | 5      | 1 | 3 | 1 | 13:12 | + 1       | 6      |
| 4    | Südkorea    | 5      | 1 | 1 | 3 | 9:13  | - 4       | 4      |
| 5    | Neuseeland  | 5      | 1 | 1 | 3 | 8:12  | - 4       | 4      |
| 6    | Indien      | 5      | 1 | 0 | 4 | 6:17  | -11       | 3      |

| Spielnummer – Datum – Uhrzeit | Mannschaft 1 | Mannschaft 2 | Ergebnis |
| ----------------------------- | ------------ | ------------ | -------- |
| 01 - 21. Mai 1998             | Südkorea     | Neuseeland   | 1:3      |
| 02 - 21. Mai 1998             | Deutschland  | Indien       | 4:1      |
| 03 - 21. Mai 1998             | Niederlande  | Kanada       | 3:1      |
| 07 - 22. Mai 1998             | Kanada       | Südkorea     | 1:1      |
| 08 - 22. Mai 1998             | Deutschland  | Neuseeland   | 3:0      |
| 09 - 22. Mai 1998             | Niederlande  | Indien       | 5:0      |
| 13 - 24. Mai 1998             | Neuseeland   | Kanada       | 3:3      |
| 14 - 24. Mai 1998             | Südkorea     | Indien       | 4:3      |
| 15 - 24. Mai 1998             | Niederlande  | Deutschland  | 1:5      |
| 19 - 26. Mai 1998             | Kanada       | Deutschland  | 4:4      |
| 20 - 26. Mai 1998             | Indien       | Neuseeland   | 1:0      |
| 21 - 26. Mai 1998             | Niederlande  | Südkorea     | 4:2      |
| 25 - 28. Mai 1998             | Indien       | Kanada       | 1:4      |
| 26 - 28. Mai 1998             | Deutschland  | Südkorea     | 2:1      |
| 27 - 28. Mai 1998             | Niederlande  | Neuseeland   | 4:2      |

Gruppe B
| Rang | Land       | Spiele | S | U | N | Tore  | Differenz | Punkte |
| ---- | ---------- | ------ | - | - | - | ----- | --------- | ------ |
| 1    | Australien | 5      | 4 | 1 | 0 | 24: 3 | +21       | 13     |
| 2    | Spanien    | 5      | 4 | 1 | 0 | 14: 4 | +10       | 13     |
| 3    | Pakistan   | 5      | 3 | 0 | 2 | 19:13 | + 6       | 9      |
| 4    | England    | 5      | 2 | 0 | 3 | 14:16 | - 2       | 6      |
| 5    | Polen      | 5      | 0 | 1 | 4 | 4:21  | -17       | 1      |
| 6    | Malaysia   | 5      | 0 | 1 | 4 | 4:22  | -18       | 1      |

| Spielnummer – Datum – Uhrzeit | Mannschaft 1 | Mannschaft 2 | Ergebnis |
| ----------------------------- | ------------ | ------------ | -------- |
| 04 - 21. Mai 1998             | Australien   | Polen        | 8:0      |
| 05 - 21. Mai 1998             | Pakistan     | Malaysia     | 7:2      |
| 06 - 21. Mai 1998             | Spanien      | England      | 3:1      |
| 10 - 23. Mai 1998             | Polen        | Malaysia     | 1:1      |
| 11 - 23. Mai 1998             | Australien   | Spanien      | 2:2      |
| 12 - 23. Mai 1998             | Pakistan     | England      | 7:5      |
| 16 - 25. Mai 1998             | Spanien      | Pakistan     | 2:1      |
| 17 - 25. Mai 1998             | England      | Polen        | 5:2      |
| 18 - 25. Mai 1998             | Australien   | Malaysia     | 8:0      |
| 22 - 27. Mai 1998             | Spanien      | Malaysia     | 3:0      |
| 23 - 27. Mai 1998             | Pakistan     | Polen        | 3:1      |
| 24 - 27. Mai 1998             | Australien   | England      | 3:0      |
| 28 - 28. Mai 1998             | Australien   | Pakistan     | 3:1      |
| 29 - 28. Mai 1998             | Spanien      | Polen        | 4:0      |
| 30 - 28. Mai 1998             | England      | Malaysia     | 3:1      |

### Platzierungsspiele
Plätze neun bis zwölf
|  | Halbfinale neun bis zwölf | Halbfinale neun bis zwölf |              |   | Spiel um Platz neun | Spiel um Platz neun |
|  |                           |                           |              |   |                     |                     |
|  | Indien                    | 6                         |              |   |                     |                     |
|  | Polen                     | 2                         |              |   |                     |                     |
|  | 30. Mai 1998              |                           |              |   |                     |                     |
|  |                           |                           | 1. Juni 1998 |   |                     |                     |
|  | Indien                    | 1                         |              |   |                     |                     |
|  |                           | Neuseeland                | 0            |   |                     |                     |
|  |                           |                           |              |   |                     |                     |
|  | Spiel um Platz elf        |                           |              |   |                     |                     |
|  | 30. Mai 1998              | 30. Mai 1998              | Malaysia     | 5 |                     |                     |
|  | Neuseeland                | 3                         | Polen        | 4 |                     |                     |
|  | Malaysia                  | 3                         |              |   | 31. Mai 1998        | 31. Mai 1998        |

n. V. 4:5 n. PS
Plätze fünf bis acht
|  | Halbfinale fünf bis acht | Halbfinale fünf bis acht |              |   | Spiel um Platz fünf | Spiel um Platz fünf |
|  |                          |                          |              |   |                     |                     |
|  | Südkorea                 | 1                        |              |   |                     |                     |
|  | Pakistan                 | 3                        |              |   |                     |                     |
|  | 30. Mai 1998             |                          |              |   |                     |                     |
|  |                          |                          | 1. Juni 1998 |   |                     |                     |
|  | Pakistan                 | 4                        |              |   |                     |                     |
|  |                          | England                  | 2            |   |                     |                     |
|  |                          |                          |              |   |                     |                     |
|  | Spiel um Platz sieben    |                          |              |   |                     |                     |
|  | 30. Mai 1998             | 30. Mai 1998             | Südkorea     | 4 |                     |                     |
|  | Kanada                   | 1                        | Kanada       | 2 |                     |                     |
|  | England                  | 2                        |              |   | 1. Juni 1998        | 1. Juni 1998        |

## Finalspiele
|  | Halbfinale          | Halbfinale   |                    |   | Finale       | Finale       |
|  |                     |              |                    |   |              |              |
|  | Niederlande         | 6            |                    |   |              |              |
|  | Australien          | 2            |                    |   |              |              |
|  | 30. Mai 1998        |              |                    |   |              |              |
|  |                     |              | 1. Juni 1998 n. V. |   |              |              |
|  | Niederlande         | 3            |                    |   |              |              |
|  |                     | Spanien      | 2                  |   |              |              |
|  |                     |              |                    |   |              |              |
|  | Spiel um Platz drei |              |                    |   |              |              |
|  | 30. Mai 1998        | 30. Mai 1998 | Australien         | 0 |              |              |
|  | Spanien             | 3            | Deutschland        | 1 |              |              |
|  | Deutschland         | 0            |                    |   | 1. Juni 1998 | 1. Juni 1998 |

## Endklassement
| Platz | Land        |
| ----- | ----------- |
| 1     | Niederlande |
| 2     | Spanien     |
| 3     | Deutschland |
| 4     | Australien  |
| 5     | Pakistan    |
| 6     | England     |
| 7     | Südkorea    |
| 8     | Kanada      |
| 9     | Indien      |
| 10    | Neuseeland  |
| 11    | Malaysia    |
| 12    | Polen       |

## Medaillengewinner
| Platz | Land        | Sportler |
| ----- | ----------- | --- |
| 1     | Niederlande | Ronald Jansen, Bram Lomans, Leo Klein Gebbink, Erik Jazet, Tycho van Meer, Wouter van Pelt, Sander van der Weide, Jacques Brinkman, Piet Hein Geeris, Stephan Veen, Sander van Heeswijk, Jeroen Delmee, Bart Looije, Teun de Nooijer, Remco van Wijk, Jaap-Derk Buma, Rogier van ’t Hek |
| 2     | Spanien     | Ramón Jufresa, Xavi Ribas, Kim Malgosa, Jaime Amat Durán, Kiko Fábregas, Jordi Arnau, Juan Escarré, Víctor Pujol, Josep Sanchez, Jordi Casas, Javier Arnau, Ramón Sala, Juan Dinarés, Pablo Amat, Pablo Usoz, Albert Gomez                                                              |
| 3     | Deutschland | Christopher Reitz, Nils Kowalczek, Jan-Peter Tewes, Philipp Crone, Christian Blunck, Martin Eimer, Björn Michel, Sascha Reinelt, Oliver Domke, Christoph Eimer, Michael Waldhauser, Christoph Bechmann, Michael Green, Klaus Michler, Patrick Bellenbaum, Christian Mayerhöfer          |